# La Chaize-Giraud
Pour les articles homonymes, voir La Chaize et Giraud.
La Chaize-Giraud est une commune de l'Ouest de la France, située dans le département de la Vendée en région Pays de la Loire.

## Géographie
Le territoire municipal de La Chaize-Giraud s’étend sur 278 hectares. L’altitude moyenne de la commune est de 26 mètres, avec des niveaux fluctuant entre 2 et 43 mètres,.
| - OpenStreetMap Limite communale |

|                      | L'Aiguillon-sur-Mer |              |
|                      | La Chaize-Giraud    |              |
| Brétignolles-sur-Mer |                     | Landevieille |

### Climat
Pour des articles plus généraux, voir Climat des Pays de la Loire et Climat de la Vendée.
En 2010, le climat de la commune est de type climat océanique franc, selon une étude du CNRS s'appuyant sur une série de données couvrant la période 1971-2000. En 2020, Météo-France publie une typologie des climats de la France métropolitaine dans laquelle la commune est exposée à un climat océanique et est dans la région climatique  Bretagne orientale et méridionale, Pays nantais, Vendée, caractérisée par une faible pluviométrie en été et une bonne insolation. 
Pour la période 1971-2000, la température annuelle moyenne est de 12,5 °C, avec une amplitude thermique annuelle de 13,1 °C. Le cumul annuel moyen de précipitations est de 829 mm, avec 12,7 jours de précipitations en janvier et 6,4 jours en juillet. Pour la période 1991-2020, la température moyenne annuelle observée sur la station météorologique de Météo-France la plus proche, « La Mothe Achard », sur la commune des Achards à 13 km à vol d'oiseau, est de 12,8 °C et le cumul annuel moyen de précipitations est de 959,1 mm,. Pour l'avenir, les paramètres climatiques de la commune estimés pour 2050 selon différents scénarios d'émission de gaz à effet de serre sont consultables sur un site dédié publié par Météo-France en novembre 2022.

## Urbanisme

### Typologie
Au 1er janvier 2024, La Chaize-Giraud est catégorisée bourg rural, selon la nouvelle grille communale de densité à sept niveaux définie par l'Insee en 2022.
Elle appartient à l'unité urbaine de Landevieille, une agglomération intra-départementale regroupant deux  communes, dont elle est une commune de la banlieue,,. Par ailleurs la commune fait partie de l'aire d'attraction de Saint-Hilaire-de-Riez, dont elle est une commune de la couronne,. Cette aire, qui regroupe 13 communes, est catégorisée dans les aires de moins de 50 000 habitants,.

### Occupation des sols
L'occupation des sols de la commune, telle qu'elle ressort de la base de données européenne d’occupation biophysique des sols Corine Land Cover (CLC), est marquée par l'importance des territoires agricoles (63,6 % en 2018), en diminution par rapport à 1990 (70,4 %). La répartition détaillée en 2018 est la suivante : 
zones agricoles hétérogènes (40,2 %), zones urbanisées (36,4 %), terres arables (13,1 %), prairies (10,3 %). L'évolution de l’occupation des sols de la commune et de ses infrastructures peut être observée sur les différentes représentations cartographiques du territoire : la carte de Cassini (XVIIIe siècle), la carte d'état-major (1820-1866) et les cartes ou photos aériennes de l'IGN pour la période actuelle (1950 à aujourd'hui).

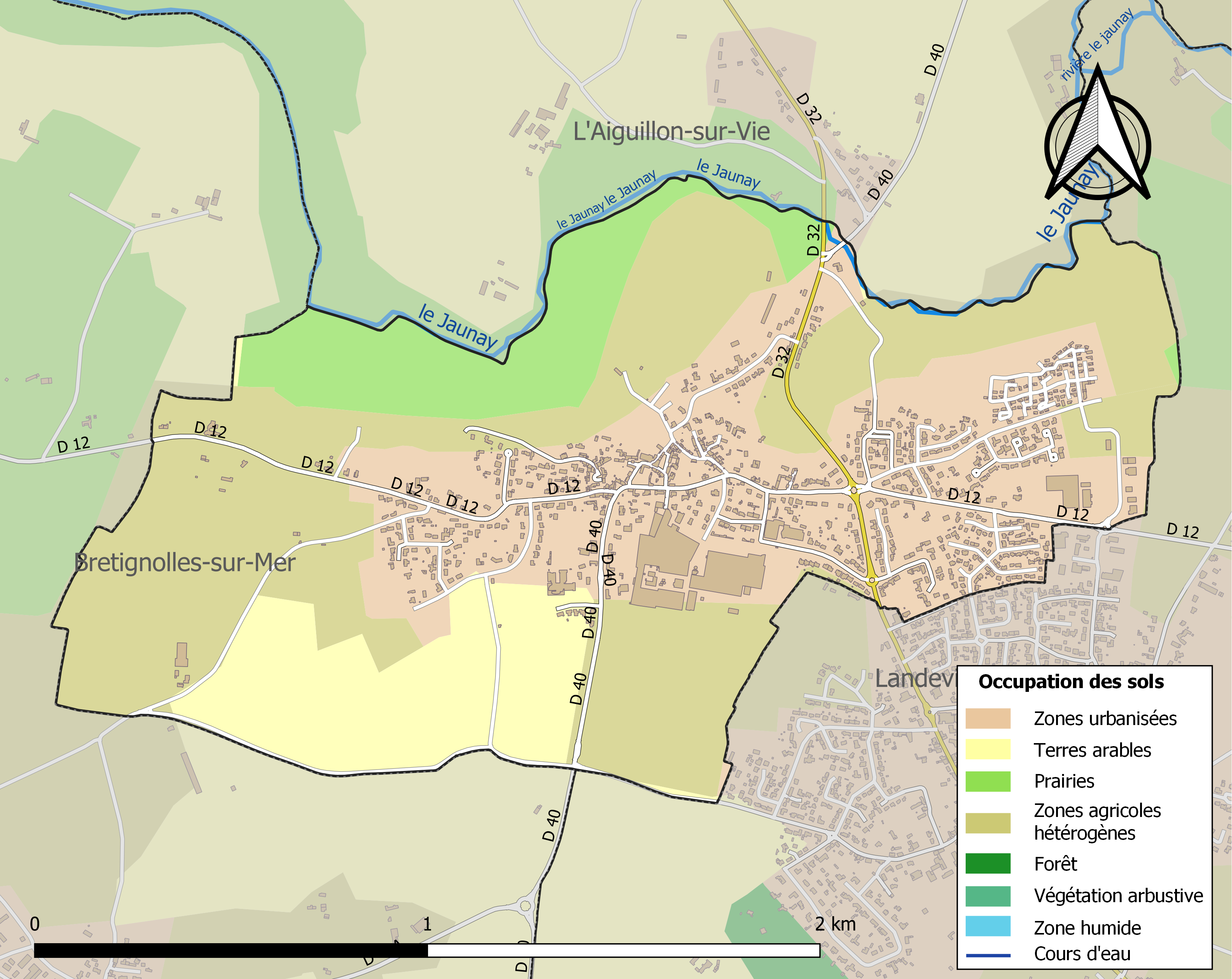
Carte des infrastructures et de l'occupation des sols de la commune en 2018 (CLC).

## Toponymie
En poitevin, la commune est appelée La Chàese-Jhiràud.

## Héraldique
| Blason de La Chaize-Giraud | Blason  | Tranché: au 1er de gueules au lion d'argent, au 2e d'argent au château de deux tours couvert d'azur, ouvert, ajouré et maçonné de sable, flammé de gueules. |
| Blason de La Chaize-Giraud | Détails | Le statut officiel du blason reste à déterminer. |

## Politique et administration

### Instances administratives
Administrativement, La Chaize-Giraud dépend de l’arrondissement des Sables-d’Olonne et du canton de Saint-Hilaire-de-Riez.
Au début de la Révolution, la commune appartient au canton de Landevieille, dans le district des Sables-d’Olonne. De 1801 à 1974 et de 1984 à 2015, la commune se situe dans l’arrondissement des Sables-d’Olonne et dans le canton de Saint-Gilles-sur-Vie (1801-1966), devenu canton de Saint-Gilles-Croix-de-Vie (1966-2015).
La Chaize-Giraud est l’une des neuf communes fondatrices de la communauté de communes Atlancia-des-Vals-de-la-Vie-et-du-Jaunay, structure intercommunale ayant existé entre le 1er janvier 1993 et le 31 décembre 2009. Depuis le 1er janvier 2010, la commune est membre du Pays de Saint-Gilles-Croix-de-Vie Agglomération.

## Population et société

### Démographie

#### Évolution démographique
L'évolution du nombre d'habitants est connue à travers les recensements de la population effectués dans la commune depuis 1793. Pour les communes de moins de 10 000 habitants, une enquête de recensement portant sur toute la population est réalisée tous les cinq ans, les populations de référence des années intermédiaires étant quant à elles estimées par interpolation ou extrapolation. Pour la commune, le premier recensement exhaustif entrant dans le cadre du nouveau dispositif a été réalisé en 2004.

En 2022, la commune comptait 1 103 habitants, en évolution de +3,96 % par rapport à 2016 (Vendée : +5,33 %, France hors Mayotte : +2,11 %).
| 1793 | 1800 | 1806 | 1821 | 1831 | 1836 | 1841 | 1846 | 1851 |
| ---- | ---- | ---- | ---- | ---- | ---- | ---- | ---- | ---- |
| 271  | 144  | 173  | 230  | 222  | 244  | 228  | 217  | 235  |

| 1856 | 1861 | 1866 | 1872 | 1876 | 1881 | 1886 | 1891 | 1896 |
| ---- | ---- | ---- | ---- | ---- | ---- | ---- | ---- | ---- |
| 224  | 221  | 204  | 218  | 225  | 216  | 245  | 237  | 250  |

| 1901 | 1906 | 1911 | 1921 | 1926 | 1931 | 1936 | 1946 | 1954 |
| ---- | ---- | ---- | ---- | ---- | ---- | ---- | ---- | ---- |
| 264  | 254  | 231  | 229  | 223  | 236  | 246  | 217  | 200  |

| 1962 | 1968 | 1990 | 1999 | 2004 | 2006 | 2009 | 2014  | 2019  |
| ---- | ---- | ---- | ---- | ---- | ---- | ---- | ----- | ----- |
| 240  | 305  | 546  | 597  | 666  | 690  | 878  | 1 045 | 1 083 |

| 2022  | - | - | - | - | - | - | - | - |
| ----- | - | - | - | - | - | - | - | - |
| 1 103 | - | - | - | - | - | - | - | - |

#### Pyramide des âges
La population de la commune est relativement âgée.
En 2018, le taux de personnes d'un âge inférieur à 30 ans s'élève à 28,0 %, soit en dessous de la moyenne départementale (31,6 %). À l'inverse, le taux de personnes d'âge supérieur à 60 ans est de 38,5 % la même année, alors qu'il est de 31,0 % au niveau départemental.
En 2018, la commune comptait 537 hommes pour 539 femmes, soit un taux de 50,09 % de femmes, légèrement inférieur au taux départemental (51,16 %).
Les pyramides des âges de la commune et du département s'établissent comme suit.
| Hommes | Classe d’âge | Femmes |
| ------ | ------------ | ------ |
| 0,9    | 90 ou +      | 3,3    |
| 11,7   | 75-89 ans    | 11,6   |
| 22,4   | 60-74 ans    | 27,1   |
| 17,7   | 45-59 ans    | 14,4   |
| 17,4   | 30-44 ans    | 17,5   |
| 12,6   | 15-29 ans    | 10,1   |
| 17,4   | 0-14 ans     | 15,9   |

| Hommes | Classe d’âge | Femmes |
| ------ | ------------ | ------ |
| 0,8    | 90 ou +      | 2,2    |
| 8,7    | 75-89 ans    | 11,1   |
| 20,3   | 60-74 ans    | 21,3   |
| 20     | 45-59 ans    | 19,4   |
| 17,5   | 30-44 ans    | 16,8   |
| 15     | 15-29 ans    | 13,2   |
| 17,7   | 0-14 ans     | 16,1   |

## Lieux et monuments

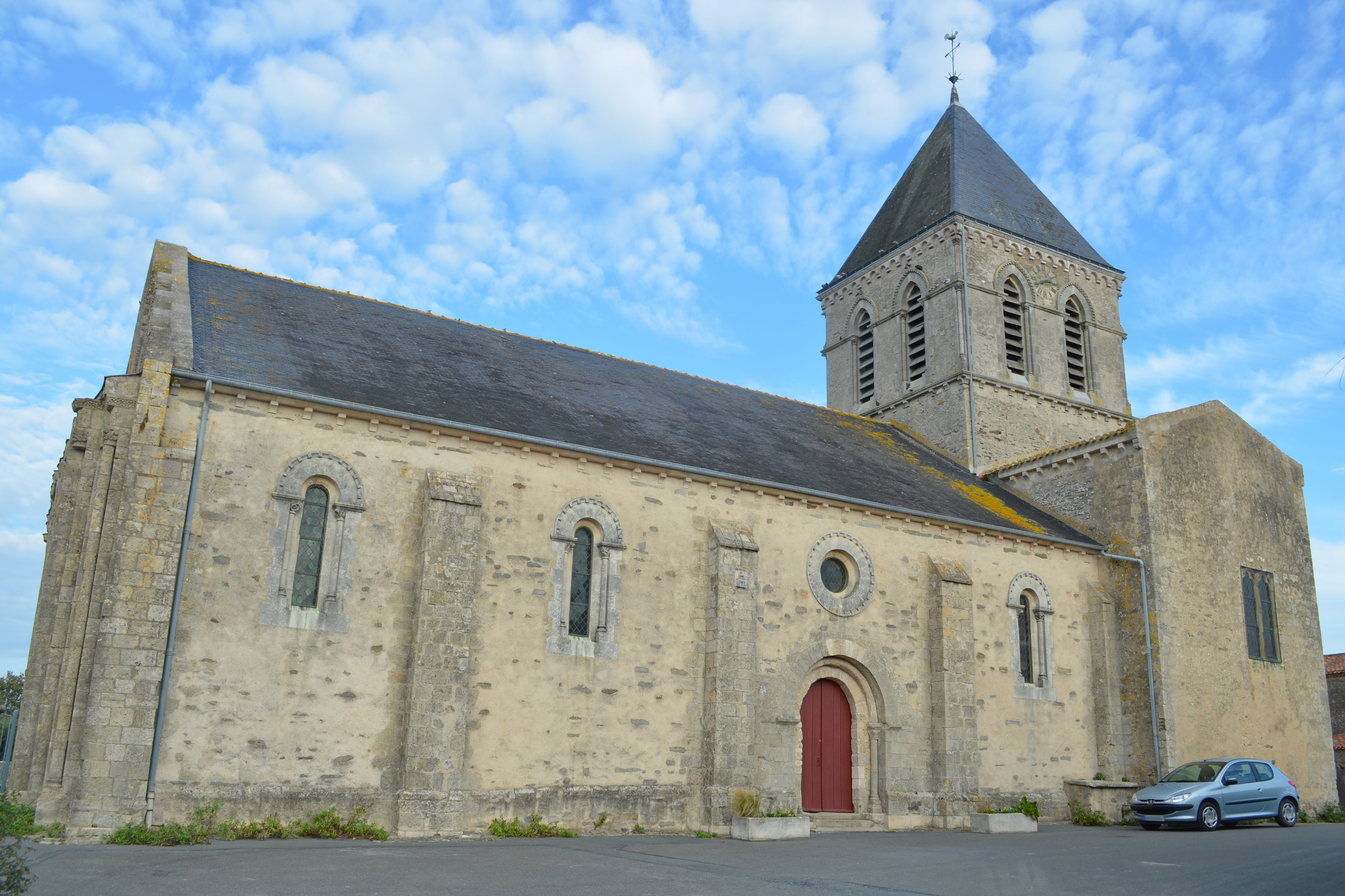
Église Notre-Dame-de-l'Annonciation.

- Église Notre-Dame-de-l'Annonciation, du XIIe siècle, présentant une jolie façade poitevine ; deux arcatures aveugles abritent des sculptures en haut-relief très abîmées, qui représentent, à gauche l'Annonciation, à droite l'Adoration des Mages.  Classé MH (1921)[24].

## Personnalités liées à la commune
- Émile Amélineau.